# Acrogonia citrina
Acrogonia citrina är en insektsart som beskrevs av Marucci et Cavichioli 2002. Acrogonia citrina ingår i släktet Acrogonia och familjen dvärgstritar. Inga underarter finns listade i Catalogue of Life.